# The Little King
The Little King este o serie animată având ca idee de plecare benzile desenate cu același titlu ale lui Oscar E. Soglow. Toate filmele au fost produse de Van Beuren Studios cu excepția filmului din 1936. Toate filmele au fost produse pe suport DVD de Thunderbean Animation. Precum în benzile desenate, The Little King nu vorbește deloc în filmele din 1933 și 1934, excepție făcând o scurtă secvență din "Marching Along" (1933). Au fost realizate 10 filme, toate în alb-negru.

## Filmografie
Lista completă a filmelor din seria The Little King.
| Nr. | Titlu                          | Regia                        | Data premierei     | Observații                                     |
| --- | ------------------------------ | ---------------------------- | ------------------ | ---------------------------------------------- |
| 1   | The Fatal Note                 | Vernon Stallings             | 29 septembrie 1933 |                                                |
| 2   | Marching Along                 | Vernon Stallings, James Tyer | 27 octombrie 1933  |                                                |
| 3   | On the Pan                     | Vernon Stallings, James Tyer | 24 noiembrie 1933  |                                                |
| 4   | Christmas Night                | James Tyer                   | 22 decembrie 1933  |                                                |
| 5   | Jest of Honor                  | Vernon Stallings             | 19 ianuarie 1934   |                                                |
| 6   | Jolly Good Felons              | Vernon Stallings             | 16 februarie 1934  |                                                |
| 7   | Sultan Pepper                  | Vernon Stallings             | 16 martie 1934     |                                                |
| 8   | A Royal Good Time              | Vernon Stallings             | 13 aprilie 1934    |                                                |
| 9   | Art for Art's Sake             | Vernon Stallings             | 11 mai 1934        |                                                |
| 10  | Cactus King                    | Vernon Stallings             | 8 iunie 1934       |                                                |
|     | Betty Boop and the Little King | Dave Fleischer               | 31 ianuarie 1936   | Un film Fleischer Studios din seria Betty Boop |